# 마이스너 효과

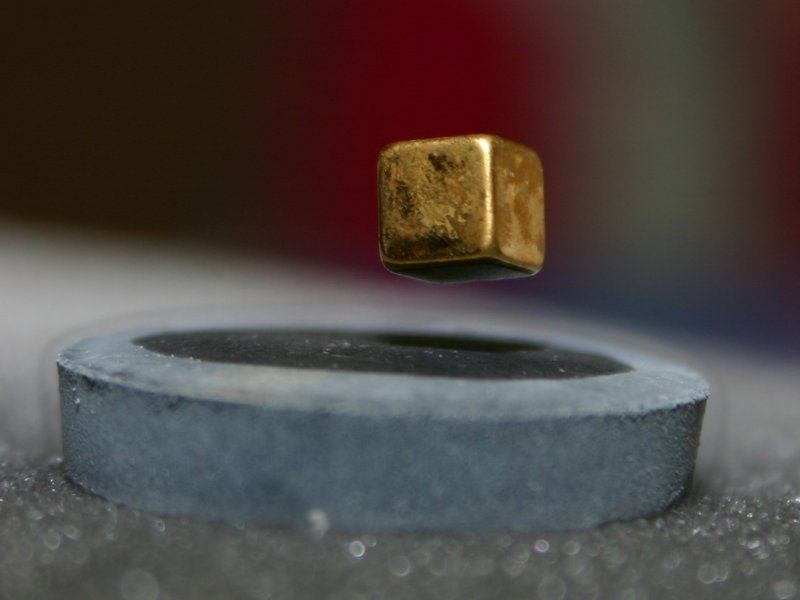

마이스너 효과(영어: Meissner effect)는 물질이 초전도 상태로 전이되면서 물질의 내부에 침투해 있던 자기장이 외부로 밀려나는 현상이다. 초전도 상태에서는 물질 내부에 자기장이 침투할 수 없다. 이것은 초전도체가 갖는 완전 반자성과 관련이 있으며, 초전도체를 구분짓는 특징 중의 하나이다.

## 역사
1911년 네덜란드의 과학자이자 레이던 대학교 물리학과 교수인 헤이커 카메를링 오너스는 절대온도 4.2K(영하 268.8도)에서 수은의 전기 저항이 0에 가까워지는 초전도현상을 처음으로 발견했다.
1931년 독일의 물리학자 발터 마이스너와 오센펠트가 초전도체에서 전기저항뿐만 아니라 내부의 자기장도 완전히 없어지는 완전반자성의 성질을 발견했다.

## 이론
전기저항이 0인 물질에 자기장을 걸어주면 렌츠의 법칙에 의해 차폐 전류가 유도된다. 이 차폐 전류는 물질 표면에 흐른다. 그리고 걸어준 자기장과 크기는 같지만 반대 방향의 유도 자기장을 만들어, 결국 물질 내부에는 본래 갖고 있던 자기장 외에 걸어준 자기장이 침투하지 못하게 된다. 초전도체 역시 전기저항이 0이므로 이 현상을 만족한다. 즉, 전기저항이 0인 물질 내부를 침투하는 자속은 외부에서 어떠한 자기장을 걸어주더라도 그 값이 보존된다. 하지만 1931년에 발견된 마이스너 효과는 초전도체 내부의 자속은 단순히 일정한 값으로 보존되는 것이 아닌 0으로 보존된다는 것을 보여주었다. 물질이 초전도 상태로 전이될 때 외부에서 임계 자기장보다 작은 어떠한 자기장을 걸어주더라도 초전도체는 그것들을 모두 밀어내어 침투하는 자속이 없는 상태가 되는 것이다. 단순히 전기저항이 0인 상태와, 마이스너 효과를 띠는 초전도체의 차이는 여기서 나타난다.

## 같이 보기
- 초유체
- 반자성
- 액체질소